# 내 친구 반인반어
《내 친구 반인반어》는 (주)지브라와 애니작이 만든 대한민국 애니메이션으로, 2022년 7월 20일에 유튜브 채널을 통해 공개되었다. 이후 12월 28일부터 2023년 3월 22일까지 매주 수요일 오후 5시에 KBS 2TV에서 방영했다.

## 방송 일시
| 방송 채널 | 방송일                             | 방송 시간 |
| --------- | ---------------------------------- | --------- |
| KBS 2TV   | 2022년 12월 28일 ~ 2023년 3월 22일 | 종료      |

## 줄거리
깊은 바다인 심해에 내려오는 전설인 '반인반어'. 물고기가 인간으로 변하는 그들의 전설을 이루기 위한 네 친구들의 모험이 펼쳐진다. 그리고 그 모험에서 진정한 친구의 의미를 깨닫게 되는 과정을 보여준다.

## 등장인물
- 샤코(백상아리)
- 타루(큰돌고래)
- 카오(쥐가오리)
- 치치(돛새치)
- 메기교장
- 가재교관
- 유나
- 닥터
- 떼붕
- 에이보

## 목소리 출연
- 심규혁: 타루
- 이현: 샤코
- 김기흥: 카오
- 임채빈: 치치
- 홍범기: 메기 교장
- 정성훈: 가재 교관, 닥터
- 최하리: 유나, 타루 엄마
- 김명준: 떼붕
- 시영준: 크리켄

## 제작진
- 책임프로듀서 : 김자현
- 프로듀서 : 이순주, 조현권
- 기획,제작: 김상희, 이병준
- 감독: 이문용
- 라인프로듀서: 정다희
- 조연출: 김희진, 차한결
- 시나리오: 원장경
- 스토리보드: 이기석, 박상민
- 캐릭터 디자인: 조혜승, 김민주, 박다빈, 정지원, 이규진, 정다운
- 배경 디자인: 이문용
- 모델링,맵핑: 김진경, 김봉주, 윤영현, 유호일, 김민솔, 신지민
- 리깅: 김아라
- 레이아웃,애니메이션: 김혜연, 김경모, 이경민, 정수안
- 비주얼이펙트,합성: 김정희, 강경남, 최예은
- 라이팅: 장하영
- 주제가 작사, 작곡: 권순영
- 주제가 노래: 김기흥
- 엔딩 노래: 유나
- 음향효과, 믹싱: 권순영, 송인태,송은규
- 사업총괄: 허회진
- 프로덕트 디자인: 류진걸
- 경영관리: 김미성, 이영은
- 제작투자: (주)지브라
- 홈페이지: 김하늘, KBS미디어
- 종합편집: 이수은
- 자막디자인: 황은서
- 연출: 이순주
- 기획: KBS
- 제작: 애니작, (주)지브라
- 저작권: 2022 ~ 2023 애니작 ALL Rights Reseryed.

## 방영 목록
| 회차       | 주제                  | 방송 일자        |
| ---------- | --------------------- | ---------------- |
| 1화        | 우리는 친구           | 2022년 12월 28일 |
| 1화        | 전설의 방             | 2022년 12월 28일 |
| 2화        | 샤코와 타루           | 2023년 1월 4일   |
| 2화        | 올루스                | 2023년 1월 4일   |
| 3화        | 훈련의 나날들         | 2023년 1월 11일  |
| 3화        | 변신의 기적           | 2023년 1월 11일  |
| 4화        | 엄마!                 | 2023년 1월 18일  |
| 4화        | 타루의 분노           | 2023년 1월 18일  |
| 5화        | 두부랑아              | 2023년 1월 25일  |
| 5화        | 만남                  | 2023년 1월 25일  |
| 6화        | 타루의 방황           | 2023년 2월 1일   |
| 6화        | 유나를 찾아서         | 2023년 2월 1일   |
| 7화        | 꿈에서 본 환상        | 2023년 2월 8일   |
| 7화        | 타루의 첫 데이트      | 2023년 2월 8일   |
| 8화        | 넌 너만의 빛이 있단다 | 2023년 2월 15일  |
| 8화        | 샤코의 초대           | 2023년 2월 15일  |
| 9화        | 난파선 탐험           | 2023년 2월 22일  |
| 9화        | 가자! 유나를 구하러   | 2023년 2월 22일  |
| 10화       | 심해의 혈투           | 2023년 3월 1일   |
| 10화       | 샤코의 폭주           | 2023년 3월 1일   |
| 11화       | 대해일                | 2023년 3월 8일   |
| 11화       | 치치의 결심           | 2023년 3월 8일   |
| 12화       | 떼붕의 음모           | 2023년 3월 15일  |
| 12화       | 샤코의 욕망           | 2023년 3월 15일  |
| 최종화(13) | 바얌 바드라           | 2023년 3월 22일  |
| 최종화(13) | 바다의 수호자들       | 2023년 3월 22일  |

## 기타
4명의 주역들을 베이스로 한 완구도 발매되었다. 본작의 제작사 중 하나인 지브라에서 수입하고 해외 완구 수입사로 유명한 아이비젼토이가 판매한다.